# Томсон, Уильям (лорд Кельвин)
Уи́льям То́мсон, лорд Ке́львин (Ке́лвин) (англ. William Thomson, 1st Baron Kelvin; 26 июня 1824 года, Белфаст, Ирландия — 17 декабря 1907 года, Ларгс, Шотландия) — британский физик, механик и инженер. Известен своими работами в области термодинамики, механики, электродинамики.
Член (1851) и президент (1890—1895) Лондонского королевского общества, иностранный член Парижской академии наук (1877), иностранный член-корреспондент (1877) и почётный член (1896) Петербургской академии наук.

## Биография

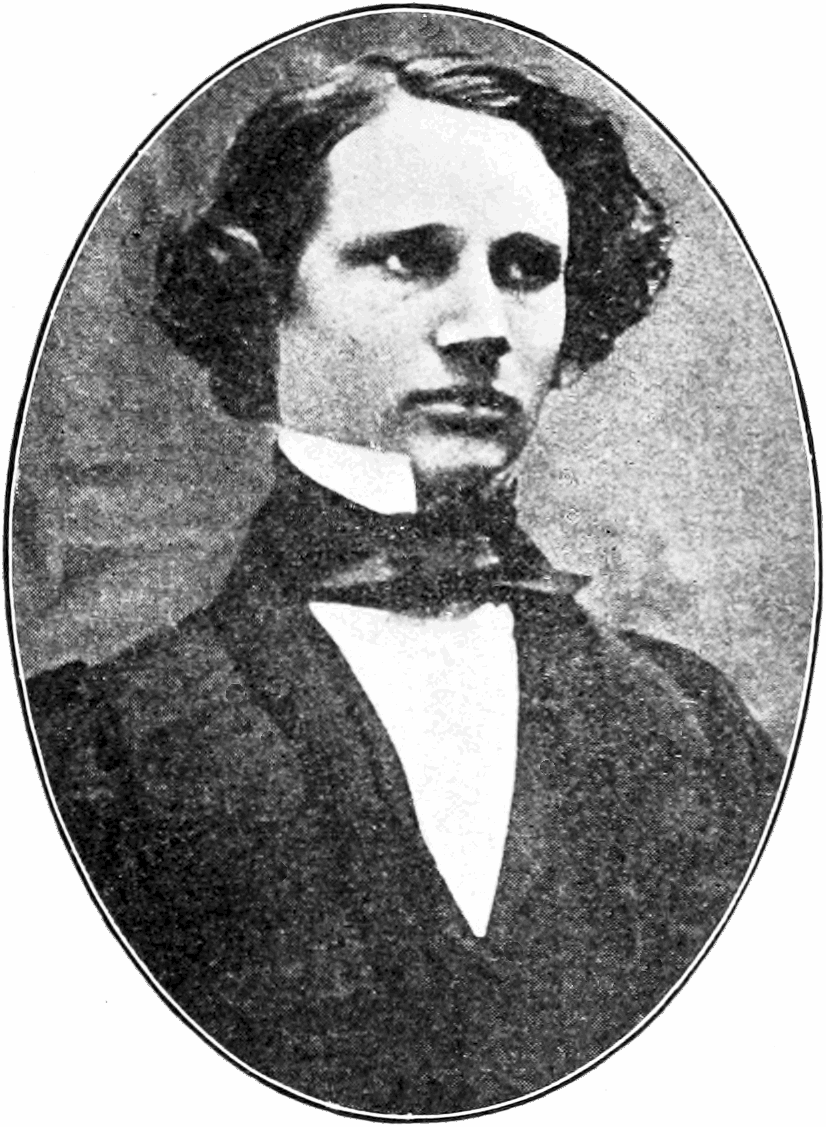
Уильям Томсон (22 года)

Уильям Томсон родился 26 июня 1824 года в Белфасте. Его предки были ирландскими фермерами; отец — Джеймс Томсон, известный математик, — с 1814 года был учителем в Belfast Academical Institution, затем с 1832 года профессором математики в Глазго; известен учебниками по математике, выдержавшими десятки изданий. Мать, Маргарет Томсон, умерла в 1830 году, когда Уильяму было шесть лет. У мальчика были проблемы с сердцем, и он чуть не умер, когда ему было 9 лет. Его сестра, Анна Томсон, в дальнейшем стала матерью Джеймса Томсона Боттомли из FRSE (1845—1926).
Уильям и его старший брат Джеймс учились в колледже в Глазго, а затем в колледже св. Петра в Кембридже, в котором Уильям окончил курс наук в 1845 году. В 1839/1840 учебном году он выиграл классовую премию по астрономии за своё эссе о форме Земли, которое показало его возможности в области математического анализа и способности к творчеству. В то время учителем физики Уильяма был его однофамилец Дэвид Томсон.
В 1846 году двадцатидвухлетний Томсон возглавил кафедру теоретической физики в Университете Глазго.
В 1856 году учёный был награждён Королевской медалью Лондонского королевского общества.
С 1880 по 1882 год — президент Лондонского общества физиков.
Необыкновенные заслуги Томсона в чистой и прикладной науке были вполне оценены его современниками. В 1866 году он был посвящён в рыцарское достоинство. За противодействие движению ирландского самоуправления королева Виктория 23 февраля 1892 года пожаловала Томсону наследственное пэрство с титулом «барон Кельвин» (устоявшееся написание) по реке Келвин, протекающей мимо университета Глазго и впадающей в реку Клайд. Вследствие этого известный уже как «лорд Кельвин» физик стал первым британским учёным, получившим право заседать в палате лордов.
Томсон активно занимался промышленными исследованиями и разработками и был приглашён в 1899 году Джорджем Истманом в качестве заместителя председателя правления британской компании Kodak Limited, связанной с Eastman Kodak.

## Научная деятельность
Ещё студентом Томсон опубликовал ряд работ по приложению рядов Фурье к вопросам физики и в исследовании «The uniform motion of heat in homogeneous solid and its connection with the mathematical theory of electricity» (The Cambridge math. Journ., 1842) провёл важные аналогии между явлениями распространения теплоты и электрического тока, показав, как решение вопросов первой из этих областей применить к вопросам второй. В другом исследовании — «The Linear Motion of Heat» (1842, ibid.) — он развил принципы, которые затем плодотворно приложил ко многим вопросам динамической геологии, например к вопросу об охлаждении Земли.
В 1845 году, находясь в Париже, Томсон начал в журнале Жозефа Лиувилля публикацию ряда статей по электростатике, в которых излагал свой метод электрических изображений, давший возможность просто решить многие труднейшие задачи электростатики.

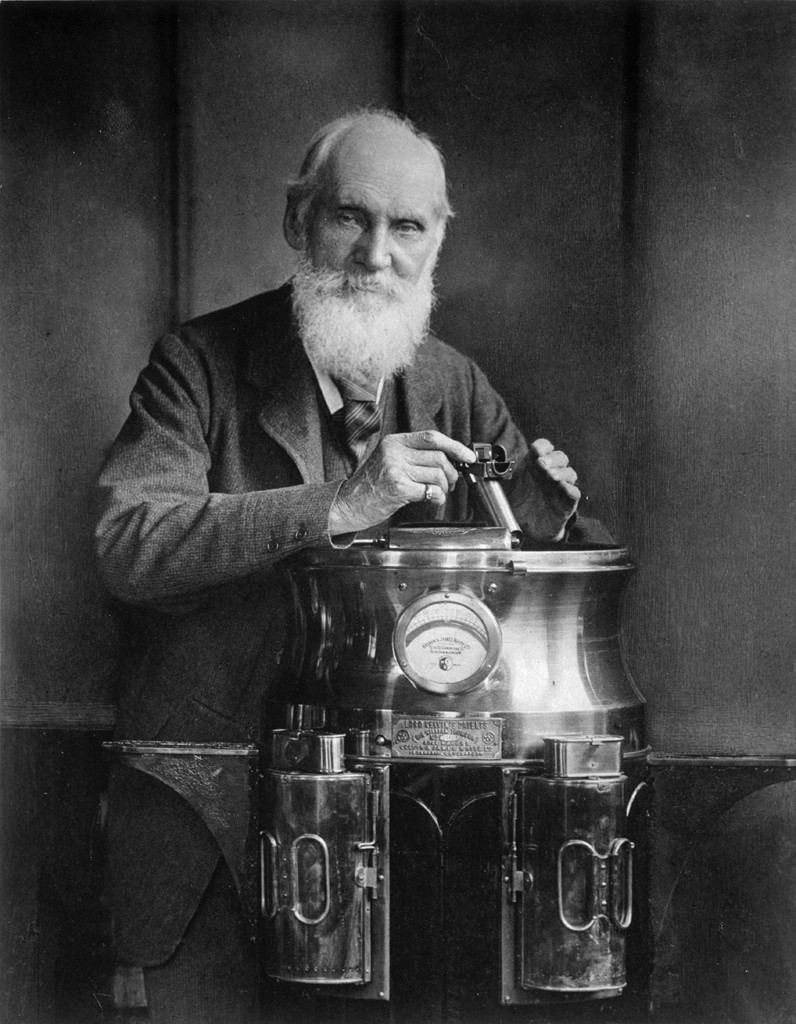
Уильям Томсон (лорд Кельвин)

В 1849 году Томсон начал работы по термодинамике, которые были опубликованы в изданиях Королевского общества в Эдинбурге. В первой из этих работ он, опираясь на исследования Джоуля, указал, как следует изменить принцип Карно, изложенный в сочинении последнего «Réflexions sur la puissance motrice du feu et sur les machines propres à développer cette puissance» (1824), с тем чтобы принцип согласовался с современными данными; эта работа содержит одну из первых формулировок второго закона термодинамики.
В 1852 году Томсон дал другую его формулировку, а именно учение о рассеянии энергии.
В том же году Томсон совместно с Джоулем провёл исследование охлаждения газов при расширении без совершения работы, которое послужило переходной ступенью от теории идеальных газов к теории реальных газов.
Начатая в 1855 году работа по термоэлектричеству («Electrodynamic Qualities of Metals») вызвала усиленную экспериментальную работу; в работе принимали участие студенты университета Глазго, что положило начало первым в Великобритании практическим работам студентов, а также начало лаборатории по физике в Глазго.
В 1850-х годах совместно с Г. Гельмгольцем разработал теорию сжатия звезды под действием тяготения по аналогии с молекулярно-кинетической теорией, описывающей поведение изолированного идеального газа. Тепло и свет, согласно этой теории, возникали в результате сжатия газа под действием тяготения.
В пятидесятых годах XIX века Томсон заинтересовался вопросом о трансатлантической телеграфии. Побуждаемый неудачами первых пионеров-практиков, он теоретически исследовал вопрос о распространении электрических импульсов вдоль кабелей — и пришёл к заключениям величайшей практической важности, давшим возможность осуществить телеграфирование через океан. Попутно Томсон вывел условия существования колебательного электрического разряда (1853), которые позже были вновь найдены Кирхгофом (1864) и легли в основу всего учения об электрических колебаниях. В экспедиции для прокладки кабеля Томсон познакомился с нуждами морского дела, что привело к усовершенствованию лота и компаса (1872—1876). В 1867 году изобрел генератор электростатического напряжения, названный в его честь «капельницей Кельвина».
В 1884 году Томсон провёл двадцать занятий по молекулярной динамике и волновой теории света в форме мастер-класса в Университете Джонса Хопкинса. Лекции оказали влияние на развитие физики на рубеже XIX и XX веков.
Описывая звук как волну, Томсон ссылался на уравнение акустической волны. Полагая, что светоносный эфир подвергается вибрациям, он также попытался описать его через уравнение электромагнитной волны. Присутствовавшие на занятиях Майкельсон и Морли позднее поставили эксперименты, опровергшие теорию эфира.
В «Biogr.-Litter. Handwörterbuch Poggendorffa» (1896) представлен список около 250 статей (кроме книг), принадлежащих Томсону. Среди предметов его работ — термодинамические исследования, которые привели кроме прочего к установлению абсолютной шкалы температур; работы по гидродинамике и теории волн (награждены в 1887 году премией от Эдинбургского королевского общества); работы по термоэлектричеству, приведшие к открытию так называемого эффекта Томсона — переноса теплоты электрическим током; исследования по теории упругости (1862—1863), в которых Томсон расширил теорию шаровых функций; работы по динамической геологии.
В практической физике и технике Томсону принадлежит изобретение или улучшение многих инструментов, вошедших во всеобщее употребление в науке и технике, в частности зеркального гальванометра, ондулятора с сифонной подачей чернил, квадрантного и абсолютного электрометров, нормального элемента компаса, лота и множества технических измерительных электрических приборов, включая ампер-весы, применяемые для выверки электрических приборов. Среди множества патентов, оформленных Томсоном, встречаются таковые и на чисто практические приспособления (как, например, на водопроводные краны).
Из книг, изданных Томсоном, наибольшей известностью пользуется «Treatise on natural philosophy» (т. 1, вместе с Тэтом, 3-е изд. в 1883 году, нем. перевод под ред. Гельмгольца), где содержится блестящее изложение механических основ теоретической физики.
Статьи Томсона перепечатаны в его «Reprints of papers on electrostatic and magnetism» (1872), «Mathematical and physical papers» (1882—1883) и «Popular lectures and adresses».
Две статьи Томсона — «Elasticity» и «Heat» — были помещены в «Encyclopedia Britannica» (1880).

## Критика теории эволюции
Уильям Томсон известен как критик теории эволюции в биологии. На основе расчёта возраста Солнца, в котором, по его мнению, протекают химические процессы горения, являющиеся источником энергии, Томсон указал на недостаточность исторического времени для того, чтобы эволюция животного мира привела к современному состоянию. Открытие в 1903 году закона, связывающего высвобождение тепловой энергии с радиоактивным распадом, не побудило его изменить собственные оценки возраста Солнца. Возраст Земли оценивался им в 20—40 млн лет.

## Память
- 20 февраля 1908 года британским обществом Institution of Engineering and Technology[англ.] (IET) была учреждена ежегодная Кельвиновская лекция. Первоначально лекции фокусировались на аспектах работ самого Томсона, но начиная с 1920 года темы лекций стали охватывать более широкий спектр вопросов[20].
- В честь лорда Кельвина названа одна из семи основных единиц СИ — единица термодинамической температуры Кельвин (русское обозначение: К; международное: K).